# Ángel Barrios (militar)
General Ángel Barrios fue un militar y político mexicano que participó en la Revolución mexicana.

## Inicios
Nació en Texcoco, Estado de México,en el año de 1874, Cursó sus estudios primarios en la escuela oficial de Texcoco y posteriormente ingresó al Colegio Militar de Chapultepec donde hizo la carrera de Estado Mayor, obteniendo el grado de Teniente; continuó sus estudios en la Escuela General de Ingenieros; luego de recibirse se dedicó a su profesión. Desde 1904 radicó en Oaxaca, donde se afilió al Partido Liberal Mexicano que encabezaron los hermanos Flores Magón. En julio de 1906 fue encarcelado por ser el Jefe de ese partido en Oaxaca. En 1910 se proclamó antirreeleccionista y fue jefe local de la campaña política de Francisco I. Madero. El 14 de noviembre de 1910 se levantó en armas, pero fue derrotado y hecho prisionero por el General Rafael Eguía Lis, llevado a la Ciudad de México y confinado al cuartel de San Ildefonso, para más tarde ser trasladado a la prisión militar de Santiago Tlatelolco.

## Zapatismo
Al triunfo de Madero fue liberado y al poco tiempo se incorporó a las fuerzas zapatistas. Para 1913 era el Jefe de las operaciones surianas en el Estado de México. El 19 de junio de 1914 firmó la ratificación del Plan de Ayala en San Pablo Oxtotepec, Distrito Federal. Fue uno de los delegados zapatistas de la Convención de Aguascalientes. En 1916 fue uno de los fundadores del Centro de Consulta para la Propaganda y la Unificación Revolucionaria, en Tlaltizapán, Morelos, junto con Antonio Díaz Soto y Gama, Manuel Palafox y los hermanos Magaña entre otros.

## Muerte de Zapata
A la muerte de Emiliano Zapata firmó el manifiesto de solidaridad y por la continuación de la lucha del caudillo.
En mayo de 1920 participó en los combates entre Aljibes y San Andrés, Puebla, contra las fuerzas del General Francisco Murguía que custodiaban a Venustiano Carranza en su marcha hacia el pueblo de Veracruz. En 1921 fue candidato al gobierno del Estado de México. Alcanzó el Grado de General de División en el ejército zapatista. Vivió sus últimos años en Iguala de la Independencia, Guerrero. Murió en Iguala de la Independencia, Guerrero, el 10 de noviembre de 1940. Sus restos descansan junto con su familia. Actualmente le sobreviven descendientes.